# Шорська мова
Шо́рська мо́ва (шорськ. шор тили, тадар тили) — мова шорців, поширена в Кемеровській області Росії (Таштагольський район, Миски, Междурєченськ) — переважно в північних передгір'ях Алтаю, в Кузнецькому Алатау, уздовж річки Том і її приток (Мрас-Су і Кондоми), на кордоні з Хакасією і Республікою Алтай.
Кількість носіїв шорської мови — понад 6 тис. осіб (2002, перепис).
Відноситься до хакаської підгрупи північно-східної групи тюркських мов.

## Діалекти
Має два діалекти: мраський, або «зекаючий», що ліг в основу літературної мови (функціонував у 1920—1930-х роках), та кондомський «й-діалект», який розпадається, в свою чергу, на ряд говірок.
Діалекти належать до різних підгруп тюркських мов: мраський — до хакаської, а кондомський — до північноалтайської.

## Шорська писемність
Шорська писемність з 1927 року була на основі російської абетки, потім, в 1929—1938 роках — на основі латинської графіки. В 1938 році була створена нова абетка на основі кирилиці.
Сучасна шорська абетка:
| А а | Б б | В в | Г г | Ғ ғ | Д д | Е е |
| Ё ё | Ж ж | З з | И и | Й й | К к | Қ қ |
| Л л | М м | Н н | Ң ң | О о | Ӧ ӧ | П п |
| Р р | С с | Т т | У у | Ӱ ӱ | Ф ф | Х х |
| Ц ц | Ч ч | Ш ш | Щ щ | Ъ ъ | Ы ы | Ь ь |
| Э э | Ю ю | Я я |     |     |     |     |